# Johan Martin Ferner
Johan Martin Ferner (nascido Johan Martin Jacobsen) (22 de julho de 1927 - 24 de janeiro de 2015) era um marinheiro norueguês e medalhista olímpico. Ele ganhou uma medalha de prata na classe 6 metros com o barco Elisabeth X nos Jogos Olímpicos de Verão de 1952 em Helsínquia , em conjunto com Finn Ferner (seu irmão), Erik Heiberg, Tor Arneberg e Carl Mortensen. Foi casado com a Princesa Astrid, irmã do Rei Haroldo V da Noruega. Ele também era cunhado da Princesa Ragnhild.

## Família
Johan Ferner era o filho do mestre alfaiate Ferner Jacobsen (1885-1964), que era dono de uma loja de departamentos em Oslo, e sua esposa, Ragnhild Olsen (1889-1966). Ele também era dono de uma loja de departamentos. Ferner era originalmente de seu pai nome dado e foi adotado como um nome de família por Johan Martin Ferner e seus irmãos. Seu avô era Johan Martin Jacobsen (1850-1907), filho de ferreiro Jacob Andreas Knudsen (1819-1868).

## Casamentos e Filhos
Em primeiro lugar, em 20 de Janeiro de 1953, Johan Ferner casou com a artista Ingeborg "Bitte 'Hesselberg-Meyer (mais tarde Rostad; 1931-1997). Eles se divorciaram 1956. Ele então se casou novamente em Asker Igreja arredores de Oslo em 12 de janeiro 1961 a Princesa Astrid da Noruega, a segunda filha do rei Olavo V da Noruega e princesa Marta da Suécia.
O casal teve cinco filhos e cinco netos:

## Honras

### Honras nacionais
- Noruega: Medalha do Jubileu de Prata do rei Olavo V (21/9/1982).
- Noruega:: Medalha do Centenário do rei Olavo V (2/7/2003).
- Noruega: Medalha do Centenário da Casa Real norueguesa (18/11/2005).
- Noruega: Comendador da Ordem Real Norueguesa de Santo Olavo (10/2/2011).[3]

### Distinções no exterior
- França: Cavaleiro da Grande Cruz da Ordem Nacional do Mérito (França).[4]

### Medalhas
- Helsínquia:  Medalha de Prata nos Jogos Olímpicos de Verão de 1952